# Dirty Vegas
Dirty Vegas (рус. Грязный Вегас) — английская хаус-группа, сформированная в 2001 году. Они известны своим хитом «Days Go By», который стал популярным благодаря рекламе Mitsubishi Eclipse в 2003 году. Группа распалась в 2005 году, но воссоединилась в 2008 году для записи нового материала.

## История
Группа Dirty Vegas дебютировала в 2001 году с синглом «Days Go By», который вошел в топ-30. После переиздания в 2002 году песня попала в топ-20 в Великобритании. Они выпустили свой дебютный альбом с тем же названием в июне 2002 года, а второй альбом «One» в 2004 году. Песня «Days Go By» стала популярной в США после использования в рекламе Mitsubishi Eclipse в 2003 году и получила премию «Грэмми» за лучшую танцевальную запись. Группа также сделала ремиксы на песни Джастина Тимберлейка и Мадонны. Последний совместный концерт группы состоялся в мае 2005 года. Солист Стив Смит выпустил сольный альбом в 2008 году, а затем группа воссоединилась и выпустила третий студийный альбом «Electric Love» в 2011 году. В 2013 году они выпустили EP «Let the Night», занявшее 4-е место в чарте iTunes США. Их четвертый и последний альбом «Photograph» вышел в 2015 году. Группа также была замечена в различных телевизионных шоу и их музыка использовалась в рекламе Mitsubishi Eclipse.

## Дискография

### Альбомы
- Dirty Vegas
- One
- Electric Love
- Photograph